# Solari di Udine
Solari di Udine S.p.A. è una società che opera prevalentemente nel settore dei sistemi a orologeria d'informazione al pubblico, storicamente legatasi al settore dell'orologeria industriale e resasi famosa per l'invenzione dell'orologio a palette e, in generale, dello schermo a palette.

## Storia

### Dal 1725 al 1919: fabbrica di orologi da torre

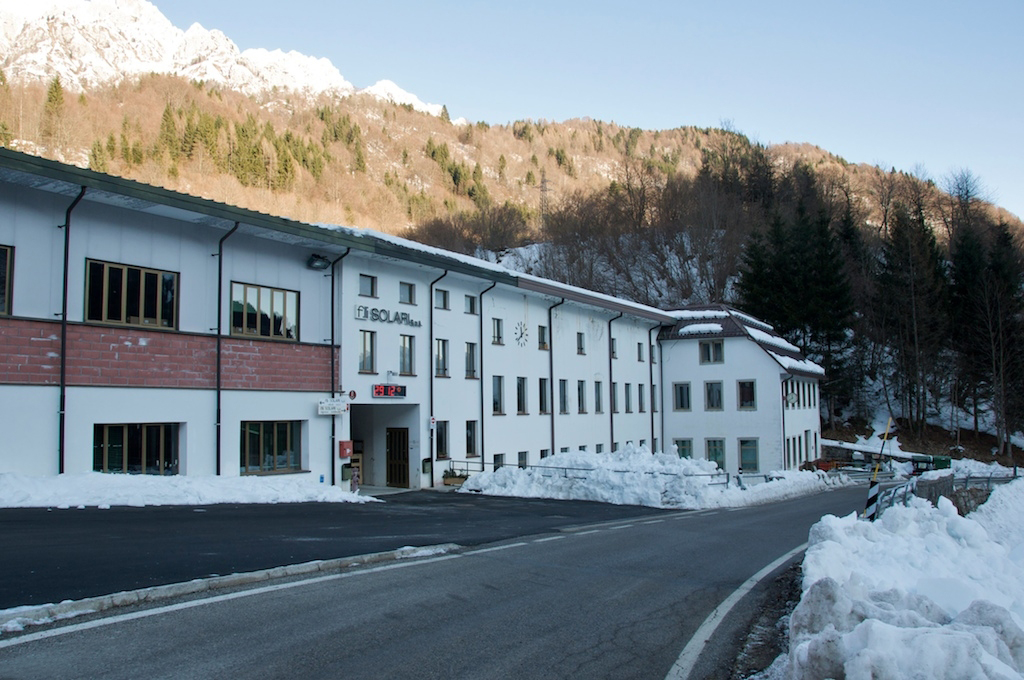
Antica sede dell'azienda a Pesariis

Il 1725 è l'anno ufficiale di fondazione del primo stabilimento produttivo che era collocato a Pesariis, un piccolo paese montano della Carnia; la ditta Fratelli Solari era conosciuta come "Antica e premiata fabbrica di orologi da torre": infatti, per oltre due secoli, l'impresa produsse orologi da torre e orologi ornamentali da parete.
Nel corso del XIX secolo, l'azienda s'ingrandì costantemente sviluppando la produzione e assumendo molte persone: da attività puramente artigianale diventò gradualmente una realtà industriale; da ditta individuale si trasformò in società: Fratelli Solari & Co. La produzione subì una battuta d'arresto nel 1917 quando i contraccolpi della prima guerra mondiale comportarono la perdita d'importanti strumenti produttivi.

### Dal 1919 al 1940: fratelli Solari &c.
Ufficialmente, il nome Fratelli Solari &c. comparve nel 1919 alla ripresa delle attività dopo la fine del conflitto. L'azienda era infatti controllata dalla famiglia Solari che nel 1934 allargò la compagine sociale a sette soci, tutti figli dei tre fratelli Giovanni Battista, Giacomo e Antonio, assumendo contestualmente la denominazione "Ditta Fratelli Solari - Premiata fabbrica di orologi da torre - Casa fondata nel 1725".
Nel 1937 l'azienda assorbì la "Società B.D.S. per l'industria e il commercio candele per motori a scoppio di Udine", diventando la Ditta F.lli Solari - Premiata fabbrica orologi da torre ed elettrici e candele per motori a scoppio B.D.S., lavorazione meccanica in genere, una scelta che rivela una strategia approssimativa e incerta nella conduzione aziendale: in questo periodo, infatti, emersero crescenti divergenze di vedute tra i cugini, tanto che nel 1940 quattro di loro, tra cui anche Fermo e Remigio, vendettero le proprie quote e abbandonarono l'azienda.

### Dal 1940 al 1957: Solari R. &C.
I quattro, con l'uscita dall'azienda di famiglia, non smisero di progettare orologi e stabilirono provvisoriamente la loro attività in un'officina a Tolmezzo (UD). Remigio Solari, meccanico e inventore, progettò un orologio di controllo a scheda (un timbracartellino) dalle caratteristiche elevatissime rispetto al mercato del tempo (il primo in Europa a poter essere azionato elettricamente, oltre che manualmente), successo che portò alla costituzione nel 1948 di una nuova società, la "Fabbrica Orologeria Industriale - Remigio Solari &c. (F.O.I.S)", con sede a Udine.
Il periodo a cavallo degli anni 1950 vide l'azienda crescere velocemente, forte di alcune importanti invenzioni di Remigio e della gestione del fratello minore Fermo Solari. Su tutte, l'invenzione dell'orologio a palette, la cui tecnologia fu sfruttata (su intuizione di Fermo) anche per i teleindicatori e lo sviluppo di moderni sistemi di informazione al pubblico, in strutture quali ad esempio le stazioni ferroviarie.
Il brevetto del display a palette garantì un vantaggio competitivo determinante alla Solari, che installò sistemi di orologeria sincronizzata e di informazione al pubblico in tutta l'Italia e poi nel mondo. Le palette localizzate in molte lingue, anche con caratteri di scrittura diversi da quelli occidentali, permisero una veloce espansione all'estero. Per la parte estetica, l'azienda si avvalse spesso della collaborazione dell'architetto Gino Valle, sia per alcuni noti orologi, sia per i teleindicatori. La prematura morte di Remigio, avvenuta nel luglio del 1957, ebbe un forte impatto sull'area ricerca e sviluppo dell'azienda che, in occasione del riassetto, diventò una società per azioni, la "Solari &c. - Udine SPA".

### Dal 1957 al 1964: Solari &c. - Udine S.p.A.

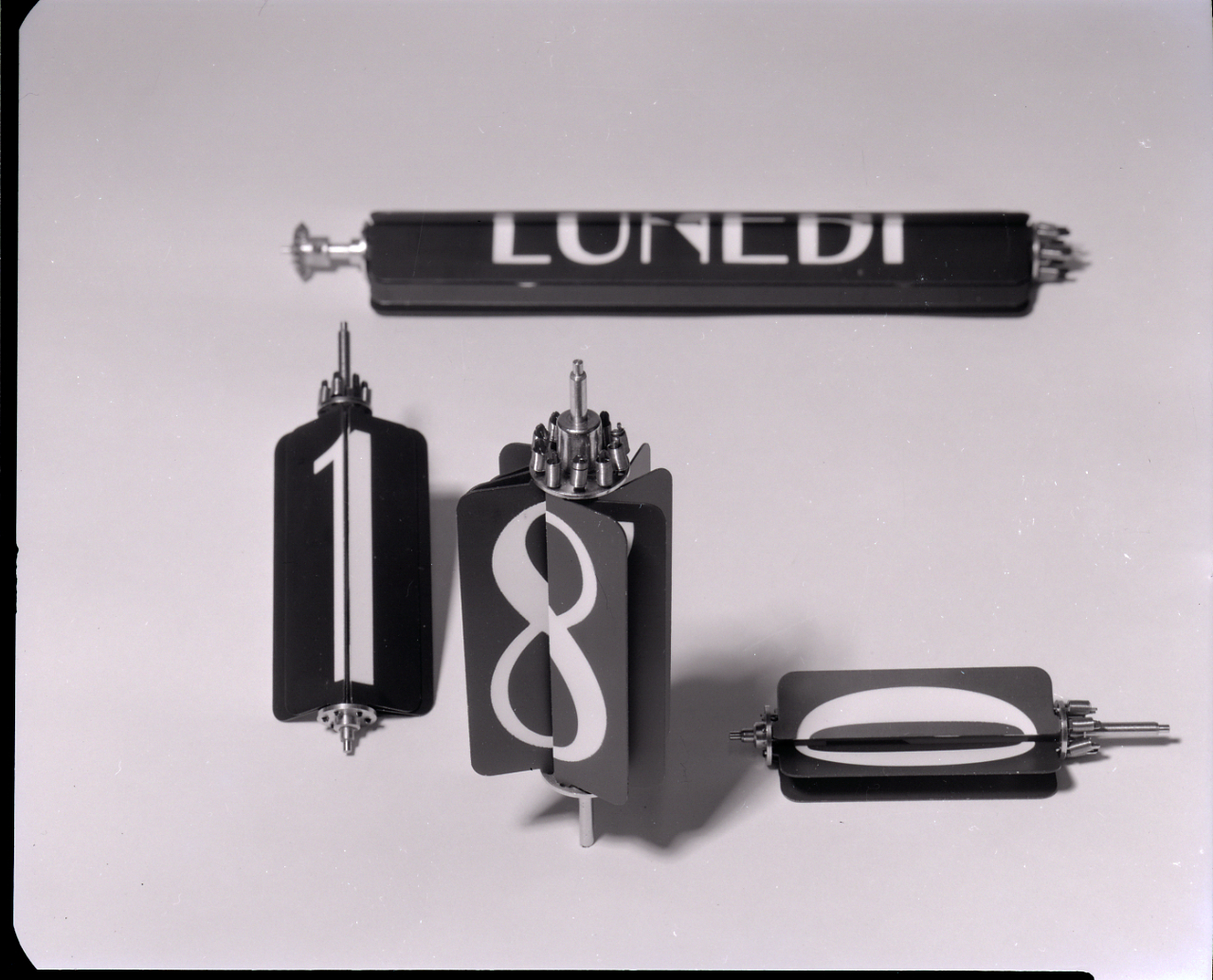
Foto di Paolo Monti, 1965

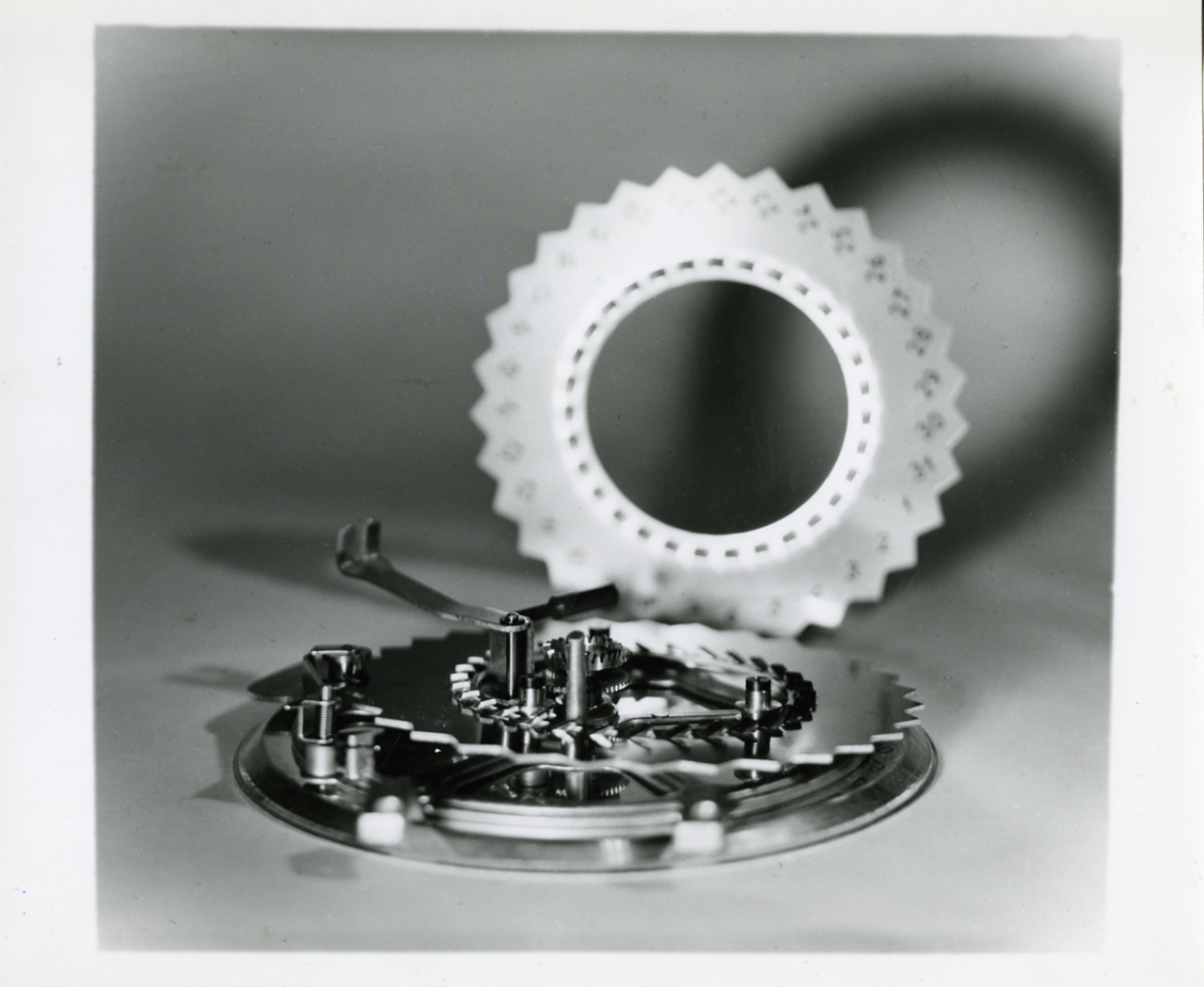
Foto di Paolo Monti, 1965

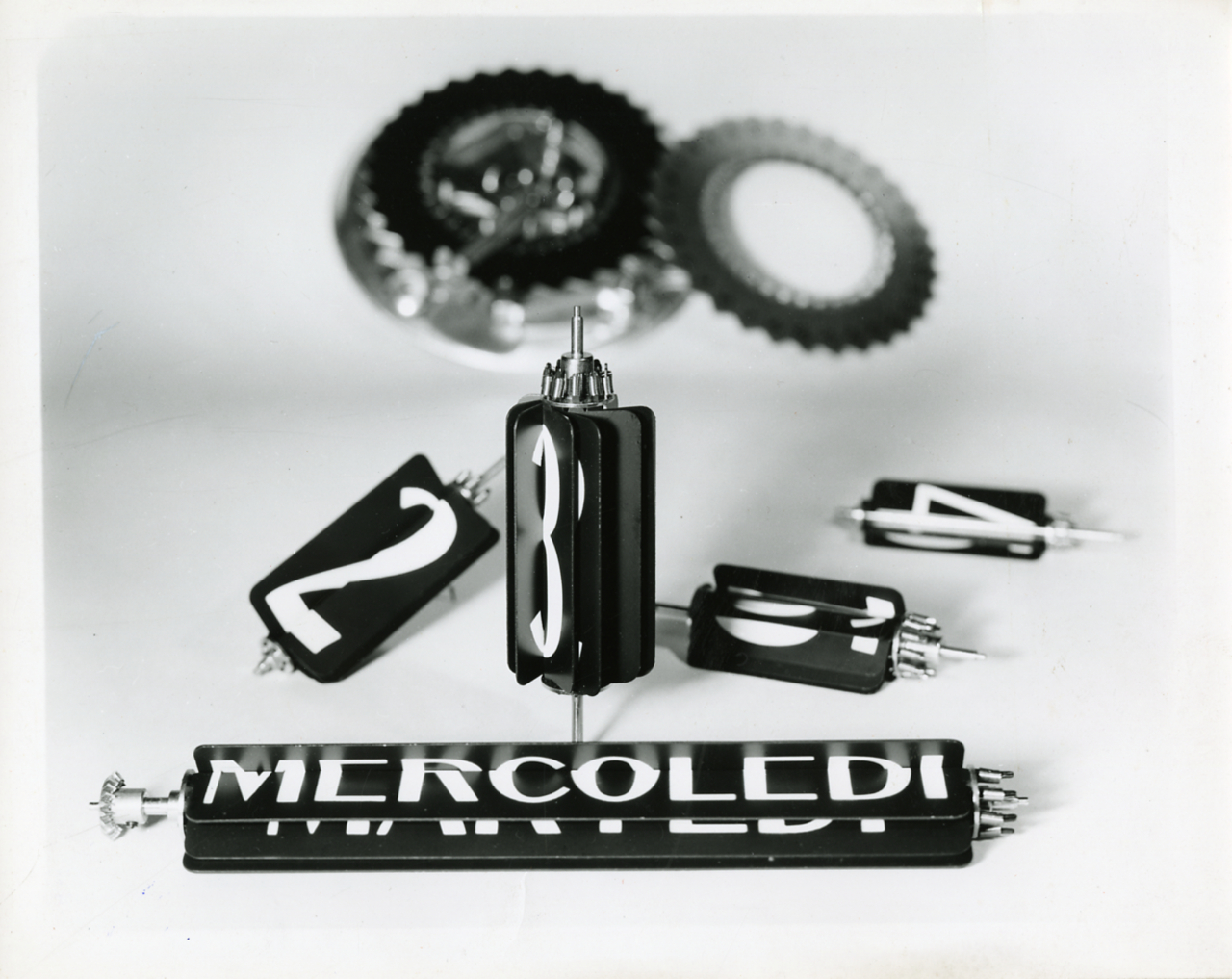
Foto di Paolo Monti, 1965

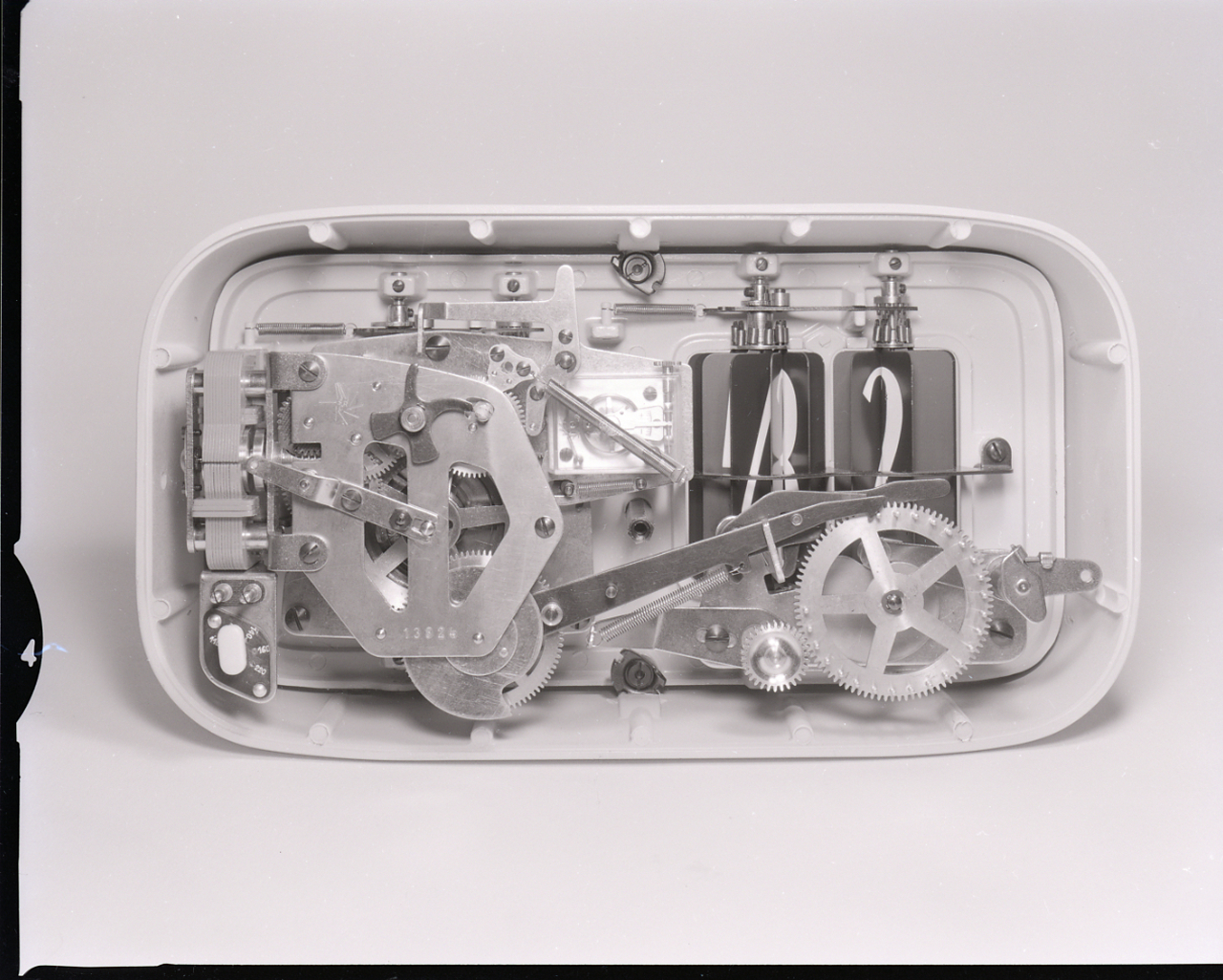
Foto di Paolo Monti, 1965

La nuova società, sotto la gestione di Fermo Solari (che deteneva 52,7% delle azioni), continuò a sviluppare le intuizioni di Remigio. La rete commerciale nazionale ed estera era in continua crescita, così come la produzione degli avanzati sistemi di informazione che venivano installati negli aeroporti e nelle stazioni di tutto il mondo e di cui Solari, all'epoca, era l'unico produttore al mondo.
All'inizio degli anni 1960 l'evoluzione sociale del Paese e le prime rivendicazioni salariali influenzarono la gestione finanziaria dell'azienda. Una delle iniziative mirate a favorire la coesione tra la dirigenza e la produzione, promossa da Fermo, fu l'emissione di azioni privilegiate, distribuite agli operai proporzionalmente alla loro attività: una mossa che provocò  non poco contrasto tra i soci.
Questa e altre divergenze portarono nel 1964 alla fine dell'impresa familiare: con la vendita a Pirelli Spa di Milano del 60% delle azioni si evitò che la crescita dell'azienda fosse ostacolata. Non c'era, infatti, un "delfino" pronto a sostituire Fermo (che non ha mai avuto figli) alle redini dell'impresa e la mancanza di coesione ai vertici rischiava di compromettere le scelte strategiche per l'espansione dell'attività.

### Dal 1964 al 1988: Pirelli
Con il passaggio di proprietà, la Pirelli siglò un accordo che designava Fermo come presidente della società per i successivi dieci anni.
In questo periodo, la presidenza entrò spesso in conflitto con le scelte strategiche della controllante: l'impresa familiare aveva sempre assunto un approccio alla crescita cauto e misurato, il nuovo colosso industriale invece adottava una politica espansionista che prevedeva l'apertura di nuovi stabilimenti secondo una strategia approssimativa, a cui Fermo Solari si opponeva con decisione.
Dopo un cambio dirigenziale, una modifica della rete commerciale (basandola su concessionari al posto dei rappresentanti), lo sviluppo di alcuni prodotti non aderenti alle specifiche richieste del mercato (che attraversava una fase di profondi mutamenti) e una gestione dell'assistenza ai clienti non sempre puntuale, la Solari entrò in un periodo di crisi.
Il tentato acquisto della concorrente Boselli fu un'operazione che non diede i risultati sperati. Il Nome di "Solari &C. spa" cambiò nel 1984 in "Solari Udine spa", in occasione della vendita della stessa a un'altra azienda del gruppo industriale Pirelli (mossa finanziaria strategica, finalizzata a compensare un periodo amministrativo chiuso in forte perdita con i buoni risultati della nuova proprietaria).
La mossa non servì a risollevare le sorti dell'azienda, spingendo Pirelli a cedere l'azienda al gruppo Fornara nel 1988.

### Dal 1988 al 1994: Fornara
Il gruppo finanziario/industriale torinese Fornara, presieduto da Guido Accornero, acquistò per 20 miliardi di lire la Solari con 400 dipendenti che chiudeva l'anno precedente con 29 miliardi di fatturato e un risultato economico (EBIT) leggermente negativo.
Nel 1992 Solari presentava un fatturato di 60 miliardi e 300 dipendenti ma entrò in crisi, a causa delle difficoltà finanziarie della controllante Fornara, a cui la Solari aveva erogato un prestito mai rimborsato di 16 miliardi di lire, finendo l'esercizio 1992 con un EBIT negativo per 9 miliardi e patrimonio netto negativo per 7 miliardi.
Nonostante le difficoltà finanziarie, l'azienda mantenne pressoché integra la sua capacità produttiva: con l'intervento della finanziaria della Regione Friuli Venezia Giulia, Friulia e dell'imprenditore Massimo Paniccia (classe 1947), secondo le disposizioni dalla legge Prodi (legge n. 95/1979), si riuscì a salvare l'azienda dal fallimento.
Il 7 febbraio 1994 venne affittato un ramo d'azienda alla neofondata "Solari di Udine SPA" (controllata da Friulia, che ne deteneva il 35% e da alcuni dirigenti della stessa Solari Udine), presieduta e gestita da Paniccia che nello stesso anno fatturava 25 miliardi; nel settembre dell'anno successivo il ramo d'azienda venne acquistato all'asta dalla stessa affittuaria, contestualmente a un aumento di capitale di quest'ultima a cui parteciparono Paniccia, i manager già intervenuti, Friulia e Arca Merchant (una banca di investimenti).

### Dal 1994: Paniccia
Nonostante le difficoltà iniziali, dal 1994 la nuova amministrazione intraprese un percorso di ristrutturazione aziendale che permise a Solari di riprendere il percorso di crescita, senza battute d'arresto. Nei venti anni successivi, non sono state più registrate chiusure in perdita.
Il rilancio avvenne attraverso una politica di riallineamento al mercato da parte dell'area ricerca e sviluppo, puntando sull'innovazione di prodotto e sulle tecnologie più recenti: in cinque anni dal cambio di direzione, Solari di Udine era di nuovo un leader mondiale nel settore dei sistemi di informazione..
Parallelamente, in questo stesso periodo, la F.lli Solari di Pesariis (che non aveva mai smesso di operare nel settore dell'orologeria industriale e della gestione delle presenze) aveva perso competitività, anche a causa della rinata vitalità della cugina/concorrente; tra il 1996 e il 1997 entrò in forte difficoltà finanziaria e anche nel suo caso fu Friulia a intervenire in suo soccorso, ma nel 1998 la Solari di Udine la acquisì, riunificando il cammino delle due aziende divisosi nel 1940.

## Prodotti
I settori in cui Solari è presente sono: sistemi di informazioni, di orologeria industriale, di gestione presenze e di controllo accessi; inoltre l'azienda si occupa anche di soluzioni per la gestione della sosta a pagamento e di indirizzamento alla sosta in struttura, sistemi di gestione dei flussi d'utenza (eliminacode), di digital signage e di illuminazione a LED.